# Pyrausta mutuurai
Pyrausta mutuurai là một loài bướm đêm trong họ Crambidae.